# Горан Ђукановић
Горан Ђукановић (Цетиње, 5. новембар 1976) је бивши црногорски рукометаш. Играо је на позицији пивота.

## Каријера
Рукомет је почео да игра у Ловћену за чији први тим је дебитовао 1991. године док се клуб такмичио у другој савезној лиги СФРЈ. Пошто је у тадашњој СФРЈ било дозвољено по правилима рукометног савеза играчима до 18 година, играње на двојној регистрацији Ђукановић је тих година играо на двојној регистрацији за Сутјеску из Никшића и Морнар из Бара. Био је играч и Металопластике из Шапца, након чега се враћа у Ловћен и учествује у највећим успесима у историји клуба. Као капитен предводио је Ловћен до две титуле првака СР Југославије и два трофеја у Купу. Након Ловћена игра у Италији за Трст. Сезону 2005/06. почиње у екипи Загреба да би у јануару 2006. прешао у словеначки Голд клуб до краја сезоне. У лето 2006. године се поново враћа у Ловћен са којим у сезони 2006/07. осваја прво првенство Црне Горе. У сезони 2008/09. игра за Будућност из Подгорице са којом осваја још једно првенство Црне Горе. Играо је и за РК Будванска ривијера где је у једном моменту био и капитен, тренер и вршио директорску функцију.
Ђукановић је био репрезентативац СРЈ и СЦГ. На великим такмичењима је дебитовао код селектора Вујовића који га је позвао да игра на Олимпијским играма 2000. у Сиднеју где је освојено 4. место. Играо је и наредне године код селектора Покрајца на Светском првенству 2001. у Француској где је освојио бронзану медаљу. Није играо за национални тим 2002. и 2003. године али је повратком Вујовића на место селектора поново заиграо за репрезентацију. Играо је на Европском првенству 2004. у Словенији (8. место), Светском првенству 2005. у Тунису (5. место) и Европском првенству 2006. у Швајцарској (9. место). Након осамостаљења Црне Горе заиграо је за репрезентацију Црне Горе. Као капитен је предводио селекцију Црне Горе на Европском првенству 2008. у Норвешкој где је освојено 12. место.

## Успеси

### Играчки
- Ловћен
  - Првенство СРЈ (2) : 1999/00, 2000/01.
  - Куп СРЈ (2) : 2001/02, 2002/03.
  - Првенство Црне Горе (1) : 2006/07.
  - Куп Црне Горе (1) : 2006/07.
- Будућност
  - Првенство Црне Горе (1) : 2008/09.

### Репрезентативни
- Светско првенство:  2001.